# Квиртия, Фёдор Батломович
Фёдор Батломович Квиртия (1912 год, село Шешелета, Сухумский округ, Кутаисская губерния, Российская империя — неизвестно, село Шешелета, Гальский район, Абхазская АССР, Грузинская ССР) — бригадир колхоза имени Берия Гальского района, Абхазская АССР, Грузинская ССР. Герой Социалистического Труда (1948).

## Биография
Родился в 1906 году в крестьянской семье в селе Шешелета Сухумского округа.
С раннего возраста трудился в сельском хозяйстве. Во время коллективизации в вступил в местный колхоз «Глехис-Хма» (позднее — имени Берия, с 1953 года — колхоз «Шешелети») сельсовета Репо-Шешелета Гальского района. Трудился рядовым колхозником, в послевоенное время возглавлял полеводческую бригаду.
В 1947 году бригада под его руководством в среднем с каждого гектара по 79,47 центнеров кукурузы с площади 6 гектаров. Указом Президиума Верховного Совета СССР от 21 февраля 1949 года удостоен звания Героя Социалистического Труда за «получение в 1947 году высокого урожая сортового зелёного чайного листа и табака» с вручением ордена Ленина и золотой медали «Серп и Молот» (№ 706).
Этим же указом званием Героя Социалистического Труда были удостоены председатель колхоза Кондратий Джотоевич Узарашвили, бригадиры Терентий Пачавалаевич Абухбая, Элизбар Павлович Джолия, звеньевые Михаил Несторович Аркания, Эраст Джаруевич Джолия, Тарасий Гвадиевич Гурцкая, Гуджа Павлович Тунгия, Ирадион Павлович Хурцилава, Шота Иванович Хурцилава.
После выхода на пенсию проживал в селе Репо-Шешелети Гальского района. Дата смерти не установлена.
Награды
- Герой Социалистического Труда
- Орден Ленина
- Медаль «За трудовое отличие» (03.07.1950)